# Литература и книгоиздаване в Пловдив
Книгоиздаването в Пловдив има традиции още преди Освобождението.

## Пловдивската книжовност преди Освобождението
През 1855 г. тук е създадено първото българско издателство от възрожденеца Христо Груев Данов. По-късно в Пловдив се създава и първата печатница. Съобразно изискванията на времето тогавашното книгоиздаване се е ориентирало предимно към учебници и учебни помагала. За 20 години Хр. Г. Данов е публикувал 200 книги в около 300 издания, от които половината учебници.
В Пловдив се поставя началото на българската периодика. В столицата на Източна Румелия излизат две литературни списания и първият вестник – „Марица“. Съвременният най-голям пловдивски ежедневник носи същото име.
През 1869 г. тук е основан първият литературен читателски клуб „Възраждане“.
Литературната биография на Пловдив е свързана и с имената на възрожденските книжовници Найден Геров и Йоаким Груев.

## Източнорумелийски период
Блестящ е пловдивският румелийски период с петгодишното присъствие на Иван Вазов (с изключение на романа „Под игото“, той пише тук най-значимите си творби – „Епопея на забравените“, „Чичовци“, „Немили-недраги“). Захари Стоянов пише в Пловдив първия том на своите знаменити „Записки по българските въстания“. По същото време в Града на тепетата живеят и творят Константин Величков, Петко Р. Славейков.

## От Съединението до днес
През 1936 г. в Пловдив е създаден литературния клуб „Пейо К. Яворов“, след 1944 г.: литературен колектив „Христо Смирненски“, чиито председател през 1948 г. е писателят Димитър Димов.
В Стария град на Пловдив Генчо Стоев пише знаменития си роман „Цената на златото“ и свързва задълго творческия си път с пловдивското издателство „Хр. Г. Данов“.

## Институции на пловдивската книжовност днес
Народна библиотека „Иван Вазов“ – Пловдив е второто по големина национално книгохранилище за българската литература. Създадена е през 1879 г. като книгохранилище към Дирекцията на Народното просвещение в Източна Румелия по личната инициатива и с усилията на видния възрожденски учител и деец Йоаким Груев, тогавашен директор на Народното просвещение. Съвременната сграда на библиотеката е построена през 1974 г.
Полиграфическият комплекс в Пловдив е наследник на Търговска печатница, основана през 1884 г. В „Полиграфия“ ЕАД – Пловдив, се отпечатват годишно стотици издания, периодика, рекламни материали, бизнесформуляри, ценни книжа. Високото качество на полиграфическите услуги утвърди комплекса като един от водещите в страната. Към „Полиграфия“ ЕАД функционира книжна борса и издателство „Полиграф“.
Държавно издателство „Христо Г. Данов“ е наследник на първото българско издателство и закономерно носи името на големия възрожденец Христо Г. Данов. През 1947 г. при национализацията на индустриалната собственост издателството прекратява дейността си и започва да функционира като държавно след 1960 г. От тази дата до закриването си в средата на 90-те години издателството е отпечатало над 3 хиляди заглавия.
Днес книгоиздателствата, работещи в Пловдив, са: Издателска къща „Жанет 45“, Издателство „Хермес“, Издателство „Летера“, Издателство „Пигмалион“, Издателство „Вион“ и др.